# Edgardo Cozarinsky
Edgardo Cozarinsky (Buenos Aires, 13 de enero de 1939-Buenos Aires, 2 de junio de 2024) fue un escritor, dramaturgo, cineasta y actor argentino. En 2018, obtuvo el V Premio Hispanoamericano de Cuento Gabriel García Márquez por su séptimo libro de cuentos, En el último trago nos vamos (2017).

## Biografía

### Inicios
Su apellido proviene de sus abuelos, inmigrantes judíos ucranianos que llegaron a la Argentina desde Kiev y Odessa a fines del siglo XIX.
Después de una adolescencia pasada en cines de barrio viendo programas dobles de viejos films de Hollywood y leyendo ficción en español, inglés y francés (autores preferidos: Stevenson, Conrad, el Henry James de los cuentos), estudió literatura en la Universidad de Buenos Aires, escribió para revistas de cinéfilos de la Argentina y España y publicó un ensayo temprano sobre James, derivado de una tesis: El laberinto de la apariencia, libro que más tarde suprimió.
Tenía veinte años cuando conoció a Silvina Ocampo, Adolfo Bioy Casares y, a través de ellos, a Borges, escritores que frecuentó durante sus años de vida en Buenos Aires. En 1973 ganó un premio literario, compartido con José Bianco, con un ensayo sobre el chisme como procedimiento narrativo en Proust y James. En 1974 publicó Borges y el cine, libro ampliado en sucesivas ediciones (en España en 1978 y 2002, con el título de  Borges y el cinematógrafo) y numerosas traducciones.
Entre septiembre de 1966 y junio de 1967, volvió a Buenos Aires tras una estadía en París. Después de una incursión en el periodismo, en las páginas culturales de semanarios como Primera Plana y Panorama, realizó un primer film underground, filmado en fines de semana a lo largo de un año. Sabía que la censura de la época no lo aprobaría y lo llevó a festivales europeos y norteamericanos donde obtuvo repercusión. Ya el título era un desafío: ... o Puntos suspensivos.

### Exilio en París
Aproximadamente entre 1970 y 1974, un pequeño grupo de amigos, que ellos mismos denominaron Underground con un interés común: por una manera distinta de ver el cine y de asumirlo radicalmente que los diferenciaban tanto de la industria tradicional como de los otros grupos contemporáneos. Además de Cozarinsky estaban allí, entre otros, Miguel Bejo, Rafael Filippelli, Hugo Gil, Bebe Kamin, Edgardo Kleinman, Néstor Lescovich y Julio Ludueña. Sobre esa época Bejo repetía una frase de Filippelli acerca de las películas que les gustaban: «Si eso es cine entonces lo que nosotros hacemos debe ser otra cosa» y agregó:

Hay tantas cosas en las que creíamos y que están definitivamente enterradas que me faltan las referencias para situar (sus) películas –y otras de mis amigos de entonces– como tales. Pero, en fin, esos objetos están fotografiados en una gelatina de bromuro de plata sobre un soporte de celuloide que pasa la velocidad de 24 imágenes por segundo en un proyector: entonces, digamos que son películas cinematográficas. Por el resto, confieso que desde hoy y aquí me cuesta hablar de aquella época sin preguntarme si no habré imaginado todo aquello.

En 1974, en medio de la anarquía política y la incipiente represión, dejó Buenos Aires por París. Allí se dedicó principalmente al cine, en dos aspectos que pueden definirse como, por un lado, films de ficción y por otro «ensayos» donde lo documental se mezcla con una reflexión personal, aun privada, sobre el material. El título más representativo de esta tendencia es La Guerre d'un seul homme (1981), confrontación entre los diarios de Ernst Jünger durante la ocupación alemana en Francia y los noticieros franceses de propaganda del mismo período. En una época en que las secciones culturales de varios canales de televisión europeos aún estaban dispuestas a respaldar este tipo de experimentos, Cozarinsky desarrolló este abordaje en una serie de obras originales.
Durante el resto de los años de 1970 y 1980 su obra literaria estuvo postergada. Sin embargo, el único libro que publicó en esos años –Vudú urbano (1985)– se convirtió en un éxito. Prologado por Susan Sontag y Guillermo Cabrera Infante, mezcla ficción y ensayo de una manera que evoca el cine del autor.
En el mismo año, tras el derrumbe de la dictadura militar, volvió a Buenos Aires para una visita breve. Tres años más tarde, filmó en la Patagonia Guerreros y cautivas, un southern por oposición al género western, y a partir de ese momento empezó a pasar cada vez más tiempo en su ciudad natal. 
Lejos de París, filmó dos de sus films más audaces: Fantömes de Tanger y Le Violon de Rothschild.
En 1999 pasó un mes en un hospital de París con una infección en un disco, y durante esa internación le diagnosticaron un cáncer. En sus propias palabras, oyó una campana que le ordenaba no perder más tiempo: «siempre me pensé escritor, pero no me animaba a publicar o a terminar lo que empezaba». Fue en el hospital donde escribió los dos primeros cuentos de su libro premiado, La novia de Odessa. Desde esa fecha, su obra literaria desplazó a la cinematográfica y empezó a publicar «todos los libros que no me había atrevido a poner en la página», sobre todo ficción pero también ensayos y crónicas. Muy pronto se consagró como un escritor importante tanto en español como en los muchos idiomas a los que fue traducido.

### Buenos Aires
A partir de ese momento también empezó a pasar casi todo el tiempo en Buenos Aires con breves estadías en Europa. Su inconformismo lo llevó a explorar otros territorios: en 2005 escribió y dirigió teatro (Squash), la mini-ópera Raptos con música de Pablo Mainetti y apareció en escena con su médico de cabecera, el doctor Alejo Florin, en una de las experiencias de «teatro documental» de Vivi Tellas: Cozarinsky y su médico. Más recientemente escribió el libreto para una ópera de cámara, basada sobre motivos de su novela El rufián moldavo: Ultramarina, también con música de Mainetti.
Nómade por vocación, Cozarinsky filmó parte de sus películas en Buenos Aires y París, también lo hizo en Budapest, Tallin, Róterdam, Tánger, Viena, Granada, San Petersburgo, Sevilla y Patagonia. Participó de prestigiosos festivales de cine, como Cannes, Rotterdam, San Sebastián, Venecia, Cinéma du Réel y Berlinale. 
En 2015 la Universidad Nacional de Tres de Febrero lo distinguió con el título de profesor honorario. En 2018 recibió el Premio Hispanoamericano de Cuento Gabriel García Márquez. También fue reconocido con el premio a la Trayectoria Literaria del Fondo Nacional de las Artes, y a la Trayectoria Cinematográfica del Festival Internacional de Cine de Mar del Plata.

## Obra

### Literaria
- Vudú urbano, cuentos y ensayos, 1985.
- La novia de Odessa, cuentos, 2001.
- El pase del testigo, ensayos y crónicas, 2001.
- El rufián moldavo, novela, 2004, reed. 2015
- Museo del chisme, ensayo y relatos, 2005.
- Tres fronteras, cuentos, 2006.
- Palacios plebeyos, crónicas y un cuento, 2006.
- Maniobras nocturnas, novela, 2007.
- Milongas, crónicas y cuentos, 2007.
- Burundanga, humor, 2009.
- Lejos de dónde, novela, 2009.
- Blues, crónica y ensayos, 2010.
- La tercera mañana, novela, 2010 (España); 2011 (Argentina).
- Dinero para fantasmas, novela, 2012 (Argentina); 2013 (España).
- Nuevo museo del chisme, ensayo y relatos, 2013.
- En ausencia de guerra, novela, 2014.
- Disparos en la oscuridad, ensayos y crónicas, 2015.
- Dark, novela, 2016.
- Niño enterrado, memorias y ensayos, 2016.
- En el último trago nos vamos, cuentos, 2017.
- El vicio impune, ensayos,2017.
- Cuentos reunidos, 2019
- Los libros y la calle, memoria, 2019
- Turno noche, novela, 2020.
- Cielo sucio, novela, 2021.
- Variaciones Joseph Roth, ensayo, 2022.
- Palabras prestadas, antología, 2023.

### Cinematográfica
- Les Apprentis-sorciers, 1976.
- La Guerre d'un seul homme, 1981.
- Autoportrait d'un inconnu - Jean Cocteau, 1983.
- Haute Mer, 1984.
- Pour Memoire - Les Klarsfeld, une famille dans l'Histoire, 1985.
- Sarah, 1988.
- Guerreros y cautivas, 1989.
- BoulevardS du crépuscule, 1992.
- Scarlatti à Séville, 1994.
- Citizen Langlois, 1994.
- La barraca: Lorca sur les chemins de l'Espagne, 1995.
- Le Violon de Rothschild, 1996.
- Fantômes de Tanger, 1997.
- Le Cinéma des Cahiers, 2000.
- Tango-Désir, 2002.
- Dans le Rouge du Couchant (Crepúsculo rojo), 2003.
- Ronda Nocturna, 2005.
- Apuntes para una biografía imaginaria, 2010.
- Nocturnos, 2011.
- Carta a un padre, 2013.
- Edición ilimitada, codirector, 2020.
- Médium, 2020
- Cielo Sucio, 2023

### Como guionista de cine
- 1967 Los traidores de San Ángel (diálogos adicionales)
- 1977 Les Apprentis-sorciers.
- 1979 Beto Nervio contra las fuerzas del mal (Textos).
- 1979 La mémorie courte.
- 1982 La guerre d'un seul homme.
- 1988 Sarah.
- 1994 Citizen Langlois.
- 1994 La barraca. Lorca sobre los caminos de España.
- 1994 Guerriers et captives.
- 1996 Le violon de Rothschild.
- 1998 Fantômes de Tanger
- 2001 Le cinéma des cahiers
- 2002 Tango deseo.
- 2003 Dans le rouge du couchant
- 2003 La quimera de los héroes
- 2005 Ronda nocturna
- 2013 Carta a un padre
- 2020 Edición ilimitada, coguionista.
- 2020 Médium

### Como intérprete
- 1971 ...(Puntos suspensivos) (también conocida como Esperando a los bárbaros).
- 1971 La familia unida esperando la llegada de Hallewyn.
- 1974 La civilización está haciendo masa y no deja oír.
- 1975 Diálogos de exiliados.
- 1978 La tortue sur le dos.
- 1984 Cinematón.
- 1988 Ville étrangère.
- 2005 Meykinof.
- 2006 El pasado.
- 2019 Ficción Privada.
- 2020 Edición ilimitada
- 2020 Médium.

### Como productor
- 2005 Ronda nocturna
- 2013 Carta a un padre

### Como autor y director teatral
- 2005 Squash
- 2005 Raptos

### Como actor teatral
- 2005-2006 Cozarinsky y su médico, de Vivi Tellas.[5][6]

## Premios
- 1973 Premio La Nación de Ensayo, compartido con José Bianco.
- 2004 Premio Konex de Platino, disciplina "Cuento: Quinquenio 1999-2003".
- 2004 Premio Cóndor a la trayectoria, de la Asociación Argentina de Críticos de Cine.
- 2005 Prix de l'Avenir, Rencontres Internationales du Cinéma à Paris, por Ronda nocturna.
- 2008 Primer premio de narrativa bienio 2001-2003 por La novia de Odessa de Ministerio de Cultura, Gobierno de la Ciudad Autónoma de Buenos Aires.
- 2011 Premio Cóndor a la Innovación Artística por Apuntes para una biografía imaginaria.
- 2011 Premio a la mejor novela 2008-2010 de la Academia Argentina de Letras por Lejos de dónde.[7]
- 2014 Premio Konex - Diploma al Mérito, disciplina "Novela: Período 2004-2007"
- 2016 Premio Trayectoria Literaria del Fondo Nacional de las Artes.
- 2018 Premio Hispanoamericano de Cuento Gabriel García Márquez
- 2020 Premio a la Trayectoria Cinematográfica del Festival Internacional de Cine de Mar del Plata.

Nominado a Mejor película en el Festival de Mar del Plata (2004) y a la Concha de plata en el Festival de San Sebastián (2003) por Dans le rouge du couchant.